# Chachinagui
Chachinagui (en georgiano: ჩაჩინაგი) o Aliguat (en osetio: Алигуат) es una aldea que pertenece a la parcialmente reconocida República de Osetia del Sur, parte del distrito de Znaur, aunque de iure pertenece al municipio de Tighvi de la región de Iberia Interior de Georgia.

## Geografía
Chachinagui se encuentra a orillas del río Tiliani, a 14 km de Kornisi. 

## Historia
De 1922 a 1990, formó parte del distrito de Znaur del óblast autónomo de Osetia del Sur, siendo de mayoría osetia. De 1990 a 2006, formó parte del raión de Kareli y, desde 2006, forma parte del municipio de Tighva. 

## Demografía
La evolución demográfica de Chachinagui entre 1979 y 2015 fue la siguiente:
| 88                                                       | 58 | 44 |
| (Fuente: Population of South Ossetia since Soviet times) |    |    |